# Cibap
Cibap is een mbo-vakschool voor creatieve opleidingen gevestigd in Zwolle, Nederland.

## Geschiedenis
De Christelijke Nationale Schildersschool (CNS) werd in 1955 in Zwolle opgericht. De oprichting was een samenwerking tussen de Christelijke Schilderspatroonbond, de Christelijke Bond van Werknemers in Hout- en Bouwnijverheid, en de Vereniging van Christelijke Leraren en Leraressen bij het Nijverheidsonderwijs. De school maakte deel uit van een netwerk van schildersscholen, waaronder de Algemene Schildersschool in Utrecht en de Rooms-Katholieke school in Boxtel. In eerste instantie was de school gevestigd in de lokalen van een voormalige hervormde kweekschool.
In 1990 veranderde de school haar naam in Cibap, wat stond voor "Christelijk Instituut Bescherming Afwerking en Presentatietechnieken". In 1995 verhuisde Cibap naar haar huidige locatie aan de Zwartewaterallee. In 2009 werd de naam nogmaals aangepast: Cibap werd niet langer als afkorting gebruikt, en de school kreeg een nieuwe huisstijl. Het christelijke karakter verdween in de loop van de jaren, en in 2018 werd de huisstijl opnieuw vernieuwd, met een zwart-gele kleurstelling.

### Ontwerpfabriek en playground
In 2016 opende Cibap de Ontwerpfabriek, een innovatieve leeromgeving waar studenten samenwerken met professionals uit de creatieve sector. In deze ruimte kunnen studenten experimenteren met materialen en technieken en werken ze aan projecten in samenwerking met het bedrijfsleven. In 2020 volgde de opening van de ‘Playground’, een ruimte waar studenten duurzame creaties maken en experimenteren met afvalmaterialen, gericht op circulaire innovatie.

## Duurzaamheid
Duurzaamheid is een belangrijk thema binnen Cibap. In de onderwijsprogramma's is omgevingsbewustzijn een kerncompetentie, en de school voert projecten uit die gericht zijn op circulair denken en duurzaam gebruik van materialen. De projectgroep Circulariteit houdt zich bezig met duurzame innovaties, en in de Ontwerpfabriek werken studenten samen met professionals aan duurzame ontwerpen.

## Onderwijs
Cibap biedt de volgende mbo-opleidingen aan:
MBO Niveau 3
- Filmmaker (AV) en fotograaf
- Grafisch ontwerper (dtp)
- Visueel designer (sign)

MBO Niveau 4
- Mediavormgever
- Social design
- Ruimtelijk vormgever
- Creatief vakman
- Specialist schilder
- International Creative Business Developer (ICBD)

De kerncompetenties die centraal staan in het onderwijs aan Cibap zijn creativiteit, vakmanschap, ondernemendheid, communicatie en omgevingsbewustzijn. Deze competenties worden verwerkt in alle opleidingen.

## Cibap Talent Award
Jaarlijks reikt Cibap de Talent Award uit aan afstuderende studenten in verschillende categorieën. De genomineerden presenteren hun werk tijdens het PROTO Art & Design-event in Museum de Fundatie. De winnaar mag zijn of haar werk vervolgens drie weken tentoonstellen.
De categorieën zijn onder andere:
- Ambacht en verbeelding
- Autonomie en verbeelding
- Innovatie en verbeelding
- Maatschappij en verbeelding
- Ontwerp en productie